# Trox
Trox is een geslacht van kevers uit de  familie van de beenderknagers (Trogidae).

## Soorten
- Trox acanthinus Harold, 1872
- Trox aculeatus Harold, 1872
- Trox aequalis Say, 1831
- Trox affinis Robinson, 1940
- Trox alatus Macleay, 1888
- Trox alius Scholtz, 1986
- Trox alpigenus Zhang, 1988
- Trox amictus Haaf, 1954
- Trox antiquus Wickham, 1909
- Trox aphanocephalus Scholtz, 1986
- Trox aproximans Escalera, 1914
- Trox arcuatus Haaf, 1953
- Trox atrox LeConte, 1854
- Trox augustae Blackburn, 1892
- Trox boucomonti Paulian, 1933
- Trox braacki Scholtz, 1980
- Trox brahminus Pittino, 1985
- Trox brincki Haaf, 1958
- Trox cadaverinus Illiger, 1801
- Trox caffer Harold, 1872
- Trox cambeforti Pittino, 1985
- Trox cambodjanus Pittino, 1985
- Trox candidus Harold, 1872
- Trox capensis Scholtz, 1979
- Trox capillaris Say, 1823
- Trox carinicollis Scholtz, 1986
- Trox ciliatus Blanchard, 1846
- Trox clathratus (Reiche, 1861)
- Trox confluens Wollaston, 1864
- Trox conjunctus Petrovitz, 1975
- Trox consimilis Haaf, 1953
- Trox contractus Robinson, 1940
- Trox coracinus Gmelin, 1788
- Trox cotodognanensis Compte, 1986
- Trox cribrum Gené, 1836
- Trox cricetulus Ádám, 1994
- Trox curvipes Harold, 1872
- Trox cyrtus Haaf, 1953
- Trox demarzi Haaf, 1958
- Trox dhaulagiri Paulus, 1972
- Trox dilaticollis Macleay, 1888
- Trox dohrni Harold, 1871
- Trox doiinthanonensis Masumoto, 1996
- Trox elderi Blackburn, 1892
- Trox elizabethae van der Merwe & Scholtz, 2005
- Trox elmariae van der Merwe & Scholtz, 2005
- Trox elongatus Haaf, 1954
- Trox erinaceus LeConte, 1854
- Trox euclensis Blackburn, 1892
- Trox eversmanni Krynicky, 1832
- Trox fabricii Reiche, 1853
- Trox fascicularis Wiedemann, 1821
- Trox fascifer LeConte, 1854
- Trox floridanus Howden & Vaurie, 1957
- Trox formosanus Nomura, 1973
- Trox foveicollis Harold, 1857
- Trox frontera Vaurie, 1955
- Trox gansuensis Ren, 2003
- Trox gemmulatus Horn, 1874
- Trox gigas Harold, 1872
- Trox gonoderus Fairmaire, 1901
- Trox granuliceps Haaf, 1954
- Trox granulipennis Fairmaire, 1852
- Trox gunki Scholtz, 1980
- Trox hamatus Robinson, 1940
- Trox hispanicus Harold, 1872
- Trox hispidus (Pontoppidan, 1763)
- Trox horiguchii Ochi & Kawahara, 2002
- Trox horridus Fabricius, 1775
- Trox howdenorum Scholtz, 1986
- Trox howelli Howden & Vaurie, 1957
- Trox inadai Ochi, Kawahara & Inagaki, 2008
- Trox ineptus Balthasar, 1931
- Trox insularis Chevrolat, 1864
- Trox iranicus Petrovitz, 1980
- Trox jeanae Scholtz & Inward in Scholtz, Inward & Kerley, 2007
- Trox kerleyi Masumoto, 1996
- Trox kiuchii Masumoto, 1996
- Trox klapperichi Pittino, 1983
- Trox koreanus Kim, 1991
- Trox kyotensis Ochi & Kawahara, 2000
- Trox lama Pittino, 1985
- Trox laticollis LeConte, 1854
- Trox leonardii Pittino, 1983
- Trox levis Haaf, 1953
- Trox litoralis Pittino, 1991
- Trox luridus Fabricius, 1781
- Trox lutosus Marsham, 1802
- Trox mandli Balthasar, 1931
- Trox mariae Scholtz, 1986
- Trox mariettae Scholtz, 1986
- Trox marshalli Haaf, 1957
- Trox martini (Reitter, 1892)
- Trox matsudai Ochi & Hori, 1999
- Trox maurus Herbst, 1790
- Trox mitis Balthasar, 1933
- Trox mixtus Harold, 1872
- Trox montanus Kolbe, 1891
- Trox monteithi Scholtz, 1986
- Trox morticinii Pallas, 1781
- Trox mutsuensis Nomura, 1937
- Trox nama Kolbe, 1908
- Trox nanniscus Peringuey, 1901
- Trox nasutus Harold, 1872
- Trox natalensis Haaf, 1954
- Trox necopinus Scholtz, 1986
- Trox ngomensis van der Merwe & Scholtz, 2005
- Trox niger Rossi, 1792
- Trox nigrociliatus Kolbe, 1904
- Trox nigroscobinus Scholtz, 1986
- Trox niponensis Lewis, 1895
- Trox nodulosus Harold, 1872
- Trox nohirai Nakane, 1954
- Trox novaecaledoniae Balthasar, 1966
- Trox opacotuberculatus Motschulsky, 1860
- Trox oustaleti Scudder, 1879
- Trox ovalis Haaf, 1957
- Trox pampeanus Burmeister, 1876
- Trox parvicollis Scholtz, 1986
- Trox parvisetosus Ochi, Kon & Bai, 2010
- Trox pastillarius Blanchard, 1846
- Trox pellosomus Scholtz, 1986
- Trox penicillatus Fahraeus, 1857
- Trox perhispidus Blackburn, 1904
- Trox perlatus Geoffroy, 1762
- Trox perrieri Fairmaire, 1899
- Trox perrisii Fairmaire, 1868
- Trox placosalinus Ren, 2003
- Trox planicollis Haaf, 1953
- Trox plicatus Robinson, 1940
- Trox poringensis Ochi, Kon & Kawahara, 2005
- Trox puncticollis Haaf, 1953
- Trox pusillus Peringuey, 1908
- Trox quadridens Blackburn, 1892
- Trox quadrimaculatus Ballion, 1870
- Trox quadrinodosus Haaf, 1954
- Trox ranotsaraensis Pittino, 2010
- Trox regalis Haaf, 1954
- Trox rhyparoides (Harold, 1872)
- Trox rimulosus Haaf, 1957
- Trox robinsoni Vaurie, 1955
- Trox rotundulus Haaf, 1957
- Trox rudebecki Haaf, 1958
- Trox sabulosus (Linnaeus, 1758) (Lompenkever)
- Trox salebrosus Macleay, 1872
- Trox scaber (Linnaeus, 1767)
- Trox scabra (Linnaeus, 1767) (Ruwe beenderknager)
- Trox semicostatus Macleay, 1872
- Trox setifer Waterhouse, 1875
- Trox setosipennis Blackburn, 1904
- Trox sonorae LeConte, 1854
- Trox sordidatus Balthasar, 1936
- Trox sordidus LeConte, 1854
- Trox spinulosus Robinson, 1940
- Trox squamiger Roth, 1851
- Trox squamosus Macleay, 1872
- Trox stellatus Harold, 1872
- Trox sternbergi van der Merwe & Scholtz, 2005
- Trox strandi Balthasar, 1936
- Trox striatus Melsheimer, 1846
- Trox strigosus Haaf, 1953
- Trox strzeleckensis Blackburn, 1895
- Trox sugayai Masumoto & Kiuchi, 1995
- Trox sulcatus Thunberg, 1787
- Trox taiwanus Masumoto, Ochi & Li, 2005
- Trox talpa Fahraeus, 1857
- Trox tasmanicus Blackburn, 1904
- Trox tatei Blackburn, 1892
- Trox terrestris Say, 1825
- Trox tibialis Masumoto, Ochi & Li, 2005
- Trox torpidus Harold, 1872
- Trox transversus Reiche, 1856
- Trox trilobus Haaf, 1954
- Trox tuberculatus (De Geer, 1774)
- Trox uenoi Nomura, 1961
- Trox unistriatus Palisot de Beauvois, 1818
- Trox ussuriensis Balthasar, 1931
- Trox variolatus Melsheimer, 1846
- Trox villosus Haaf, 1954
- Trox vimmeri Balthasar, 1931
- Trox yamayai Nakane, 1983
- Trox yangi Masumoto, Ochi & Li, 2005
- Trox youngai Struempher & Scholtz, 2011
- Trox zoufali Balthasar, 1931